# Tigri e iene
Tigri e iene (Tigres et Hyènes)  è un film del 2024 diretto da Jérémie Guez.

## Trama
A Parigi il giovane Malik decide di salvare il suo patrigno Serge riunendo una banda di ex criminali.

## Distribuzione
Il film è stato distribuito sulla piattaforma Amazon Prime Video dal 22 novembre 2024.